# Caisse claire écossaise

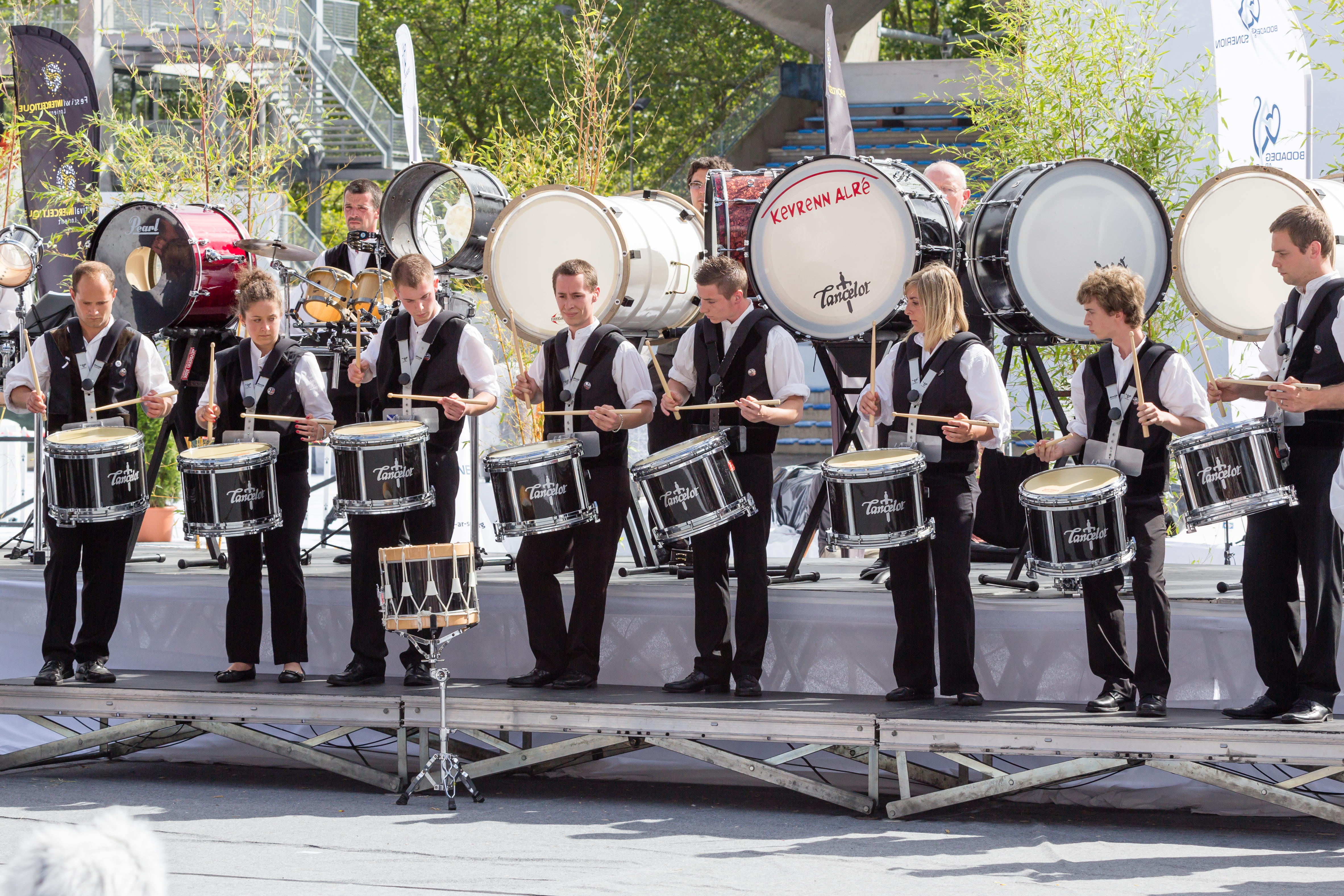
Le pupitre de caisses claires écossaises de la Kevrenn Alré

La caisse claire écossaise est un instrument de musique d'origine écossaise. En Écosse, cette caisse claire se joue en solo (surtout en concours) ou plus avec des cornemuses écossaises et d'autres percussions (ce qui forme l'ensemble dit pipe-band). En Bretagne, elle joue avec des bombardes et des cornemuses, l'ensemble formant un bagad.

## Facture
La caisse claire écossaise se différencie par rapport à la caisse claire classique, par l'ajout d'un timbre sous la peau de frappe. La caisse claire écossaise se rencontre bien en Bretagne pour les bagadoù mais aussi pour les pipe bands français.